# Waldemar III (książę Szlezwika)
Waldemar III (ur. prawdopodobnie w 1238 – zm. 1257) – książę Szlezwiku od 1253/4, następca tronu duńskiego 1250–1252.
Był najstarszym synem Abla, króla duńskiego od 1250, i Matyldy holsztyńskiej, córki Adolfa IV Holsztyńskiego. Miał braci Abla i Eryka, kolejnego księcia Szlezwika, oraz siostrę Zofię, żonę Bernarda I von Anhalt. W momencie śmierci ojca w 1252 przebywał na studiach w Paryżu, a w drodze powrotnej został porwany przez biskupa Kolonii. W tej sytuacji młodszy brat Abla, Krzysztof I, oskarżył zmarłego władcę o zabicie poprzedniego króla, ich wspólnego brata, Eryka IV Denara od Pługa (co było prawdopodobne, gdyż byli oni wrogami, a Eryk zginął podczas uczty u brata). Krzysztof ogłosił się królem, wobec czego kuzyni jego matki, książęta holsztyńscy Gerard I  i Jan I, zaprotestowali i wsparli zbrojnie pretensje Waldemara do tronu. Krzysztof został zmuszony do wydzielenia bratankowi dzielnicy ze Szlezwiku, co wpłynęło na przebieg południowej granicy Danii w kolejnych stuleciach. W następnych latach walczył ze stryjem. W 1257  uczestniczył w spotkaniu króla duńskiego z władcą Norwegii Haakonem IV Starym. Zmarł młodo, w wieku 18-19, jednak nic nie wskazuje na to, by śmierć nastąpiła z przyczyn nienaturalnych. 